# Tipula (Eumicrotipula) diodonta
Tipula (Eumicrotipula) diodonta is een tweevleugelige uit de familie langpootmuggen (Tipulidae). De soort komt voor in het Neotropisch gebied.